# Derrick Henry
Derrick Lamar Henry Jr. (Yulee, Florida, 4 de enero de 1994) es un jugador profesional de fútbol americano estadounidense. Juega en la posición de running back y actualmente milita en los Baltimore Ravens de la National Football League (NFL). 
Jugó a nivel universitario en Alabama, donde ganó el título nacional y fue galardonado con el Trofeo Heisman en 2015. 

## Biografía
Henry asistió a la preparatoria Yulee High School en Yulee, Florida, donde practicó fútbol americano, baloncesto y atletismo. Al finalizar la preparatoria, fue considerado como un atleta de cuatro estrellas y el 5° mejor running back de la nación por Rivals.com.
Posteriormente, asistió a la Universidad de Alabama donde jugó con los Alabama Crimson Tide desde 2013 a 2015. Como estudiante de primer año en 2013, Henry corrió para 382 yardas en 36 acarreos con tres touchdowns. En la temporada 2014, compartió tiempo de juego con T. J. Yeldon y corrió para 990 yardas en 172 acarreos con 11 touchdowns. En el Campeonato de la SEC contra Missouri, registró 141 yardas y dos touchdowns terrestres en la victoria por 42-13.
Después de que Yeldon se fue a la NFL, Henry asumió el cargo de corredor titular en 2015. Jugó en los 15 juegos, y estableció récords de la SEC con 2,219 yardas y 28 touchdowns en 395 acarreos. Además, anotó al menos un touchdown en cada juego. Durante la victoria de Alabama por 45-40 sobre Clemson en el Juego de Campeonato CFP de 2016, corrió para 158 yardas y tres touchdowns en 36 acarreos. Al finalizar la temporada, Henry ganó el Trofeo Heisman, superando a los finalistas Christian McCaffrey y Deshaun Watson. Ganó muchos otros premios, incluidos el premio Doak Walker, el premio Walter Camp y el premio Maxwell. Se declaró elegible para el Draft de la NFL de 2016 al concluir su temporada júnior.

## Carrera

### Tennessee Titans
Henry fue seleccionado por los Tennessee Titans en la segunda ronda (45° selección general) del Draft de la NFL de 2016 y firmó un contrato con el equipo por cuatro años y $5.4 millones.
En su temporada como novato fue el corredor suplente del veterano DeMarco Murray, e hizo su debut en la NFL como titular en el primer juego de la temporada ante los Minnesota Vikings. Terminó el juego con cinco acarreos para tres yardas y dos recepciones para 41 yardas. Culminó la temporada con 110 acarreos para 490 yardas (sexto entre los novatos de la NFL en 2016) y cinco touchdowns en 15 juegos, dos de ellos como titular. También atrapó 13 pases para 137 yardas.
En 2017, nuevamente fue suplente de Murray y apoyó el ataque terrestre junto al mariscal de campo Marcus Mariota. El 16 de octubre de 2017, en el Monday Night Football, Henry corrió para 131 yardas en 19 acarreos, el mejor registro de su carrera para ese entonces, incluido un touchdown de 72 yardas al final del último cuarto de la victoria por 36-22 sobre los Indianapolis Colts. Henry terminó la temporada regular con 176 acarreos para 744 yardas y cinco touchdowns en 15 juegos y dos aperturas. También atrapó 11 pases para 136 yardas y un touchdown. En la postemporada, Henry corrió para 184 yardas y un touchdown en 35 acarreos y atrapó cinco pases para 56 yardas.
En 2018, Henry compartió la titularidad con Dion Lewis, corredor adquirido para reforzar al equipo ante la partida de Murray. En la Semana 14 ante los Jacksonville Jaguars, Henry tuvo una carrera de 99 yardas que terminó en touchdown, defendiéndose de tres tacleadores en el camino, e igualando a Tony Dorsett como la carrera de touchdown más larga en la historia de la NFL. Terminó el juego con cuatro touchdowns terrestres y 238 yardas en 17 acarreos, rompiendo el récord de franquicia de Chris Johnson de 228 yardas en 2009. Henry fue nombrado Jugador Ofensivo de la Semana de la AFC debido a su espectacular actuación, y más tarde fue nombrado Jugador Ofensivo del Mes de diciembre. Henry terminó la temporada 2018 con 1,059 yardas y 12 touchdowns terrestres, además de 15 recepciones para 99 yardas.
En 2019, Henry terminó la temporada regular como líder corredor de la liga estableciendo récords personales en acarreos con 303, yardas por tierra con 1,540 y touchdowns por tierra con 16, a pesar de jugar solo en 15 juegos, perdiéndose el juego de la Semana 16 contra los New Orleans Saints debido a una lesión en el tendón de la corva. También estableció récords personales en recepciones con 16, yardas por aire con 206 y touchdowns con dos. El 17 de diciembre de 2019, fue seleccionado para su primer Pro Bowl. El 3 de enero de 2020, fue nombrado para el segundo equipo All-Pro tanto en la posición de corredor como en la posición "flex", mientras que Christian McCaffrey fue nombrado al primer equipo en ambas posiciones.
El 15 de julio de 2020, Henry firmó un nuevo contrato de cuatro años por $50 millones con los Titans. Durante la Semana 6 contra los Houston Texans, terminó con 212 yardas terrestres, 52 yardas recibidas y dos touchdowns (incluido un touchdown terrestre de 94 yardas). En tiempo extra, anotó un touchdown de cinco yardas para terminar el juego y darle la victoria a los Titans por 42-36. Henry fue nombrado Jugador Ofensivo de la Semana de la AFC por su actuación y también fue nombrado Jugador Ofensivo del Mes de la AFC en octubre después de acumular 399 yardas totales con 344 yardas por tierra y cinco touchdowns. En la Semana 17, nuevamente contra los Houston Texans, corrió para 250 yardas terrestres y dos touchdowns terrestres durante la victoria por 41-38, por lo que fue nombrado Jugador Ofensivo de la Semana de la AFC. Durante el juego, Henry se convirtió en el octavo corredor en la historia de la NFL en superar las 2,000 yardas terrestres en una sola temporada. Además de sus 2,027 yardas por tierra, Henry estableció récords personales en acarreos (378), yardas por acarreo (5.4) y touchdowns por tierra (17). Al finalizar la temporada, fue nombrado como Jugador Ofensivo del Año de la NFL y al primer equipo All-Pro.
En 2021, durante la Semana 2 contra los Seattle Seahawks, Henry terminó con 182 yardas terrestres, 55 yardas recibidas y tres touchdowns terrestres en la victoria de los Titans por 33–30 en tiempo extra, por lo que obtuvo el premio al Jugador Ofensivo de la Semana de la AFC. En la Semana 6, Henry corrió para 143 yardas y tres touchdowns en una victoria por 34-31 sobre los Buffalo Bills, lo que le valió su segundo honor del año como Jugador Ofensivo de la Semana de la AFC. Durante una victoria de la Semana 8 contra los Indianapolis Colts, Henry sufrió una fractura que terminaría dejándolo fuera de juego por el resto de la temporada regular. Sin embargo, fue activado el 21 de enero de 2022 para el partido de la Ronda Divisional contra los Cincinnati Bengals, donde tuvo 20 acarreos para 62 yardas junto con un touchdown por tierra en la derrota de los Titans por 19-16.

## Estadísticas generales
|  | Seleccionado al Pro Bowl                   |
|  | Seleccionado como Jugador Ofensivo del Año |

| Año   | Equipo | Juegos | Juegos | Acarreos | Acarreos | Acarreos | Acarreos | Acarreos | Acarreos | Recepciones | Recepciones | Recepciones | Recepciones | Recepciones | Recepciones | Balones sueltos |
| Año   | Equipo | GP     | GS     | Att      | Yds      | Avg      | Long     | TD       | 1D       | Rec         | Yds         | Avg         | Long        | TD          | 1D          | Balones sueltos |
| ----- | ------ | ------ | ------ | -------- | -------- | -------- | -------- | -------- | -------- | ----------- | ----------- | ----------- | ----------- | ----------- | ----------- | --------------- |
| 2016  | TEN    | 15     | 2      | 110      | 490      | 4.5      | 22       | 5        | 29       | 13          | 137         | 10.5        | 29          | 0           | 5           | 0               |
| 2017  | TEN    | 16     | 2      | 176      | 744      | 4.2      | 75       | 5        | 40       | 11          | 136         | 12.4        | 66          | 1           | 4           | 1               |
| 2018  | TEN    | 16     | 12     | 215      | 1,059    | 4.9      | 99       | 12       | 51       | 15          | 99          | 6.6         | 21          | 0           | 4           | 1               |
| 2019  | TEN    | 15     | 15     | 303      | 1,540    | 5.1      | 74       | 16       | 73       | 18          | 206         | 11.4        | 75          | 2           | 4           | 5               |
| 2020  | TEN    | 16     | 16     | 378      | 2,027    | 5.4      | 94       | 17       | 98       | 19          | 114         | 6.0         | 53          | 0           | 4           | 3               |
| 2021  | TEN    | 8      | 8      | 219      | 937      | 4.3      | 76       | 10       | 49       | 18          | 154         | 8.6         | 16          | 0           | 7           | 1               |
| Total | Total  | 86     | 55     | 1,401    | 6,797    | 4.9      | 99       | 65       | 340      | 94          | 846         | 9.0         | 75          | 3           | 28          | 11              |

Fuente: Pro-Football-Reference.com